# Elena Brezányiová
Elena Brezányiová (født 3. april 1958 i Partizánske)  er en tidligere tjekkoslovakisk/slovakisk håndboldspiller som deltog under Sommer-OL 1980.
I 1980 var hun en del af de tjekkoslovakiske hold som endte på en femteplads under Sommer-OL 1980. Hun spillede i alle fem kampe og scorede seks mål.